# Handball Club Pressano 2011-2012

## Rosa
| N° | Ruolo                     | Giocatore            |
| -- | ------------------------- | -------------------- |
| 1  | portiere                  | Valerio Sampaolo     |
| 16 | portiere                  | Andrea Andriolo      |
| 21 | portiere                  | Alex Bettini         |
| 3  | ala sinistra              | Luca Stocchetti      |
| 6  | centrale                  | Daniele Bolognani    |
| 7  | terzino sinistro          | Simone Bolognani     |
| 8  | centrale/terzino sinistro | Walter Chistè        |
| 9  | centrale                  | Damiano Chistè       |
| 10 | ala destra                | Pascal D'Antino      |
| 11 | ala destra                | Adriano Di Maggio    |
| 13 | terzino destro            | Massimo Moser        |
| 17 | ala destra                | Paolo Moser          |
| 18 | ala sinistra              | Alessio Giongo       |
| 20 | terzino sinistro/centrale | Damir Opalić         |
| 22 | centrale                  | Sebastian Belinky    |
| 23 | terzino destro            | Alessandro Dallago   |
| 27 | pivot                     | Alessio Alessandrini |
| 28 | terzino sinistro          | Paulo Da Silva       |
| 69 | pivot                     | Nicola Folgheraiter  |